# Юнацька збірна України з футболу (U-18)
Юнацька збірна України з футболу (U-18) — національна футбольна збірна України, що складається із гравців віком до 18 років. Керівництво командою здійснює Українська асоціація футболу. Збірна може брати участь у товариських і регіональних змаганнях.
Формує найближчий кадровий резерв для основної юнацької збірної, команди до 19 років, яка може кваліфікуватися на Юнацький чемпіонат Європи з футболу (U-19). До зміни формату юнацьких чемпіонатів Європи у 2001 році саме команда 18-річних функціонувала як основна юнацька збірна і була учасником континентальної юнацької першості з футболу.

## Юнацький чемпіонат Європи з футболу (U-18)
| Юнацький чемпіонат Європи (U-18) | Юнацький чемпіонат Європи (U-18) | Юнацький чемпіонат Європи (U-18) | Юнацький чемпіонат Європи (U-18) | Юнацький чемпіонат Європи (U-18) | Юнацький чемпіонат Європи (U-18) | Юнацький чемпіонат Європи (U-18) | Юнацький чемпіонат Європи (U-18) |                   | Другий раунд плей-оф | Другий раунд плей-оф | Другий раунд плей-оф | Другий раунд плей-оф | Другий раунд плей-оф | Другий раунд плей-оф |
| Рік                              | Раунд                            | І                                | В                                | Н                                | П                                | Г+                               | Г-                               | І                 | В                    | Н                    | П                    | Г+                   | Г-                   |                      |
| -------------------------------- | -------------------------------- | -------------------------------- | -------------------------------- | -------------------------------- | -------------------------------- | -------------------------------- | -------------------------------- | ----------------- | -------------------- | -------------------- | -------------------- | -------------------- | -------------------- | -------------------- |
| 1993                             | не брала участь                  | не брала участь                  | не брала участь                  | не брала участь                  | не брала участь                  | не брала участь                  | не брала участь                  | не брала участь   | не брала участь      | не брала участь      | не брала участь      | не брала участь      | не брала участь      |                      |
| 1994                             | не кваліфікувалася               | не кваліфікувалася               | не кваліфікувалася               | не кваліфікувалася               | не кваліфікувалася               | не кваліфікувалася               | не кваліфікувалася               | 2                 | 1                    | 0                    | 1                    | 2                    | 2                    |                      |
| 1995                             | не кваліфікувалася               | не кваліфікувалася               | не кваліфікувалася               | не кваліфікувалася               | не кваліфікувалася               | не кваліфікувалася               | не кваліфікувалася               | 2                 | 1                    | 0                    | 1                    | 3                    | 3                    |                      |
| 1996                             | не кваліфікувалася               | не кваліфікувалася               | не кваліфікувалася               | не кваліфікувалася               | не кваліфікувалася               | не кваліфікувалася               | не кваліфікувалася               | відбірковий раунд | відбірковий раунд    | відбірковий раунд    | відбірковий раунд    | відбірковий раунд    | відбірковий раунд    |                      |
| 1997                             | не кваліфікувалася               | не кваліфікувалася               | не кваліфікувалася               | не кваліфікувалася               | не кваліфікувалася               | не кваліфікувалася               | не кваліфікувалася               | відбірковий раунд | відбірковий раунд    | відбірковий раунд    | відбірковий раунд    | відбірковий раунд    | відбірковий раунд    |                      |
| 1998                             | не кваліфікувалася               | не кваліфікувалася               | не кваліфікувалася               | не кваліфікувалася               | не кваліфікувалася               | не кваліфікувалася               | не кваліфікувалася               | відбірковий раунд | відбірковий раунд    | відбірковий раунд    | відбірковий раунд    | відбірковий раунд    | відбірковий раунд    |                      |
| 1999                             | не кваліфікувалася               | не кваліфікувалася               | не кваліфікувалася               | не кваліфікувалася               | не кваліфікувалася               | не кваліфікувалася               | не кваліфікувалася               | відбірковий раунд | відбірковий раунд    | відбірковий раунд    | відбірковий раунд    | відбірковий раунд    | відбірковий раунд    |                      |
| 2000                             | віце-чемпіон                     | 4                                | 2                                | 1                                | 1                                | 3                                | 2                                | 2                 | 1                    | 1                    | 0                    | 3                    | 2                    |                      |
| 2001                             | груповий етап                    | 3                                | 0                                | 1                                | 2                                | 4                                | 6                                | 2                 | 1                    | 1                    | 0                    | 2                    | 1                    |                      |
| Усього                           | 2/8                              | 7                                | 2                                | 2                                | 3                                | 7                                | 8                                | 8                 | 4                    | 2                    | 2                    | 10                   | 8                    |                      |

## Тренери
- 1999−2000 Анатолій Крощенко[1]
- 2001      Валентин Луценко
- 2007−2010 Олександр Головко
- 2007−2008 Юрій Мороз
- 2010−2011 Олег Кузнецов
- 2011−2012 Юрій Мороз (2)
- 2012−2013 Олександр Петраков
- 2013−2014 Олександр Головко (2)
- 2014−2015 Олег Кузнецов (2)
- 2015−2016 Володимир Циткін
- 2016−2017 Олександр Петраков (2)
- 2017−2018 Сергій Попов
- 2018−2019 Олег Кузнецов (3)
- 2019−2020 Володимир Єзерський
- 2021      Олександр Петраков (2)
- 2021−2022 Сергій Нагорняк
- 2022−2023 Олег Кузнецов (4)
- 2023−2024 Юрій Мороз (3)
- 2024      Дмитро Михайленко
- з 2025    Володимир Єзерський